# 맥스웰 (단위)
맥스웰(maxwell, 기호 Mx)은 자기 선속의 CGS 단위이며, 1억분의 1 웨버와 같다. 제임스 클러크 맥스웰의 이름에서 따온 이름으로 1930년에 국제 전기 표준 회의(IEC)에서 채택되었다.

## 정의
1 Mx = 1 G × cm2 = 10−8 Wb
즉, 1 맥스웰은 1 가우스의 자기장 속에 수직으로 놓여있는 1 제곱센티미터 크기의 평면의 총 자기 선속이다.

## 같이 보기
- CGS 단위계
- 가우스단위계
- 맥스웰 방정식